# 米斯蒂克 (愛荷華州)
米斯蒂克（英語：Mystic）是一個位於美國愛荷華州阿珀努斯縣的城市。

## 地理
米斯蒂克的座標為40°46′43″N 92°56′42″W / 40.77861°N 92.94500°W，而該地的平均海拔高度為274米（即899英尺）。

## 人口
根據2010年美國人口普查的數據，米斯蒂克的面積為7.56平方千米，均為陸地。當地共有人口425人，而人口密度為每平方千米56人。